# 南観光交通
1. 南観光交通の本社社屋
2. 南観光交通のバス車両

南観光交通株式会社（みなみかんこうこうつう）は、東京都日野市に本社を置く日本のタクシー・バス事業者である。多摩地域を基盤に、福祉バスや福祉タクシーなど福祉輸送に力を入れている。

## 概要
1964年にタクシー事業者として創業し、1990年に特定バス事業を開始してバス事業に参入した。タクシー課ではタクシー・ハイヤー・福祉タクシー・観光タクシー事業、バス課では特定バス・貸切バス・乗合バス事業を行う。日本バス協会傘下の東京バス協会会員にはなっていない。
2003年4月からは、日野市からコミュニティバスの運行委託を受け、「日野市丘陵地ワゴンタクシー かわせみGO」を運行している。

### 事業所
- 本社：東京都日野市程久保8丁目3-2[1]
- 多摩営業所：東京都多摩市和田571-1
- 相模原営業所：神奈川県相模原市緑区橋本台2丁目10-12

## 沿革
- 1964年（昭和39年）10月 - 東京都日野市に創業、タクシー事業を開始[2]。
- 1973年（昭和48年）3月 - 地域の青少年育成を目的に、剣道場「東京至誠館道場」を設立[2]。
- 1988年（昭和63年）5月 - 福祉タクシーを運行開始[2]。
- 1989年（平成元年）3月 - 観光タクシーを運行開始[2]。
- 1990年（平成2年）5月 - 特定バス事業を開始、バス事業に参入[2]。
- 1998年（平成10年）7月 - 貸切バス事業を開始[2]。
- 2003年（平成15年）4月 - スクールバス運行受託開始[2]。日野市コミュニティバス「丘陵地ワゴンタクシー かわせみGO」[4][5]運行受託開始[2]。
- 2008年（平成20年）4月 - 病院送迎バスを運行開始。
- 2013年（平成25年）12月20日 - 長年にわたり福祉輸送に携わった功績を称えられ、日野市内では初の受賞となる「東京都福祉のまちづくり」功労者として東京都知事より感謝状が贈呈される[7]。

## 日野市丘陵地ワゴンタクシー かわせみGO
日野市からコミュニティバスの運行を受託し「丘陵地ワゴンタクシー かわせみGO」を運行している。愛称は日野市の鳥・カワセミから。
2003年4月より運行開始。京王電鉄バスの路線バスやコミュニティバス「日野市ミニバス」が通らない丘陵地の狭隘路に、乗合タクシー方式のコミュニティバスとして運行している。経路と時刻表を定めた定時定路線であり、デマンドバス方式ではない。
平日のみ運行（土休日・年末年始は運休）。運賃は大人200円、小児100円均一（未就学児は無料）。支払い方法は現金のみで、PASMO・Suicaなどの交通系ICカードや、東京都シルバーパスは利用できない。
専用車両は日産・キャラバン、日産・NV350キャラバン。南観光交通カラーに「かわせみGO」の青いロゴが入る。車椅子用リフトは装備していないため車椅子での乗車はできない。

### 路線

#### 明星ルート
- 明星大学 - 程久保八丁目 - 三井台 - 美蓉ハイツ - モノレール高幡 -  川辺堀之内 - 東豊田一丁目 - 東豊田四丁目 - 日野市役所 - 日野市立病院
  - 車両：定員15名、車椅子用リフト無し

#### 平山ルート
- 日野市立病院 - 日野市役所 - 東豊田四丁目 - 東豊田三丁目（浜野酒店前） - 豊田一丁目 - 中央図書館 - 豊田駅南口 - 中央図書館 - 豊田二丁目 - 平山城址公園駅 - 平山苑下 → 平山苑西 → 平山苑上 → 平山苑東 → 平山苑下
日野市立病院 → 平山苑 → 日野市立病院の循環運行。
  - 車両：定員10名、車椅子用リフト無し

## 車両
車両のカラーリングは基本的にバス・タクシー共通で、白地に青系グラデーションのストライプと「MINAMI」のロゴが入る。
貸切バス車両は日野自動車製を中心に、日野・セレガ（9mショートボディ含む）、日野・メルファ、日野・ブルーリボンII、日野・リエッセIIなどを導入している。各車種に車椅子用リフト付きバスも揃えている。また特定バス車両として、国士舘大学スクールバス専用車の日野・ブルーリボンシティと日野・セレガも在籍する。
タクシー車両はトヨタ自動車製を中心に、トヨタ・シエンタ（ハイブリッド車）、ジャンボタクシーとしてトヨタ・ハイエースなどを導入している。福祉タクシーとして車椅子用リフト付き車両もある。
日野市コミュニティバス「丘陵地ワゴンタクシー　かわせみゴー」専用車両は、日産自動車製のワンボックスカーである日産・キャラバン、日産・NV350キャラバン（車椅子用リフト無し）を採用している。

## 剣道場「東京至誠館道場」
1973年3月、剣道場「東京至誠館道場」を創設し、当初は南観光交通が直営で運営していた。所在地も本社と同一敷地内であったが、老朽化のため2019年に多摩都市モノレール甲州街道駅近くに移転し、一般社団法人東京至誠館を設立して運営も移管した。
「心技体ともに“誠”の人を育てる」ことを掲げ、地域の青少年育成を目的としている。当社の送迎バスが運行されている。